# Clarence 'Frogman' Henry
Clarence Henry (New Orleans (Louisiana), 19 maart 1937 – aldaar, 7 april 2024) was een Amerikaans zanger. Zijn bijnaam "Frogman" dankte hij aan de kikkergeluiden die hij op zijn eerste single Ain't got no home maakte. Hij had een hit met But I do.

## Biografie
Henry begon op zijn achtste met het volgen van pianolessen. In 1948 verhuisde hij met zijn gezin naar Algiers, Louisiana. Daar ging hij naar de middelbare school en ontwikkelde hij zelfstandig zijn pianospel. Zijn grootste voorbeelden waren Fats Domino en Professor Longhair. In 1952 vroeg zijn muziekdocent of hij wilde meespelen in het schoolbandje Bobby Mitchell & the Toppers. Daar speelde hij zowel piano als trombone.
In 1956 brak Henry landelijk door met zijn single Ain't got no home. In dat nummer zong hij met drie stemmen: zijn eigen stem, een meisjesstem en een heel lage stem. Aan die lage stem die klonk als een kikker, hield hij de bijnaam Frogman over. In de Billboard Hot 100 bereikte hij in 1957 de twintigste plaats. De singles die volgden, worden echter geen hits.
In 1961 beleefde Henry een comeback door de single (I don't know why I love you) But I do. Dit werd een nummer 4-hit in de Verenigde Staten. In Nederland en Vlaanderen was dit nummer zijn enige hit met respectievelijk een veertiende en een twaalfde plaats in de hitparade. Sommige mensen dachten bij het horen van But I do dat het werd gezongen door een blanke zanger. Om daarop in te spelen, werd op het album You always hurt the one you love een blanke man afgebeeld. De afgebeelde man was zijn producer Leonard Chess. De opvolger van But I do is You always hurt the one you love, een oude hit van The Mills Brothers. Dit nummer kwam tot #12 in de Hot 100 en daarna volgden nog drie kleine hitjes: Lonely street, On bended knees en A little too much.
Hoewel zijn landelijk succes daarna afnam, bleef hij jarenlang in clubs in New Orleans spelen. Daarnaast stond hij achttien keer in het voorprogramma van The Beatles, tijdens hun tournee door de Verenigde Staten en Canada.
In 1983 ging Henry voor zes maanden naar Engeland, waar hij een album opnam. Hoewel de single That old piano geen hit werd in Engeland of Amerika, haalde de single in Nederland opvallend genoeg de tipparade. Ook op latere leeftijd trad Henry nog steeds op. In 2005 raakte zijn huis beschadigd tijdens de orkaan Katrina, maar zelf raakte hij niet gewond.
Henry overleed op 87-jarige leeftijd aan complicaties na een rugoperatie.

## Discografie

### Singles
| Single met hitnotering(en) in oude hitlijsten | Datum van verschijnen | Datum van binnenkomst | Hoogste positie | Aantal maanden | Opmerkingen | Bron          |
| --------------------------------------------- | --------------------- | --------------------- | --------------- | -------------- | ----------- | ------------- |
| But I do                                      |                       | jul 1961              | 14              | 3M             |             | Muziek Parade |

| Single met eventuele hitnotering(en) in de Nederlandse Top 40 | Datum van verschijnen | Datum van binnenkomst | Hoogste positie | Aantal weken | Opmerkingen |
| ------------------------------------------------------------- | --------------------- | --------------------- | --------------- | ------------ | ----------- |
| That old piano                                                |                       | 3-12-1983             | tip             |              |             |

| Single met hitnotering(en) in de Vlaamse Ultratop 50 | Datum van verschijnen | Datum van binnenkomst | Hoogste positie | Aantal weken | Opmerkingen           |
| ---------------------------------------------------- | --------------------- | --------------------- | --------------- | ------------ | --------------------- |
| But I do                                             |                       | jul 1961              | 12              | 2M           | in de Juke Box Top 20 |

### NPO Radio 2 Top 2000
Van Clarence 'Frogman' Henry stond alleen But I do in 2000 in de NPO Radio 2 Top 2000, op plek 1813.
- Bibsys: 14044240
- Bibliothèque nationale de France: cb140287271 (data)
- Gemeinsame Normdatei: 134403401
- International Standard Name Identifier: 0000 0000 5516 8119
- Library of Congress Control Number: n94068125
- MusicBrainz: 9eaafbd4-0315-4126-8310-fd83141ff08f
- Nationale Bibliotheek van Tsjechië: xx0146012
- Virtual International Authority File: 113149066632765602383